# Louca Paixão (álbum)
Louca Paixão é o terceiro álbum da cantora Tânia Mara, teve um single. O álbum chegou a ser indicado ao Grammy Latino na categoria de Melhor Álbum de Música Romântica.

## Faixas
1. Louca Paixão
2. Não Sei Viver
3. Pedindo pra Voltar
4. Love, Love, Love
5. Por Favor, Volta
6. Nem Pensando
7. Até Você Chegar
8. Buscando um Final
9. Whisky à Go Go
10. Aonde Você Foi Parar
11. Sem Mistério
12. Em Busca do Seu Coração

## Vendas
| País   | Vendas |
| ------ | ------ |
| Brasil | 50.000 |

## Projetos relacionados
1. ↑  Terra.com (26 de setembro de 2006). «Veja a lista de concorrentes do Grammy Latino». Consultado em 29 de agosto de 2018